# Reticulaphis asymmetrica
Reticulaphis asymmetrica är en insektsart. Reticulaphis asymmetrica ingår i släktet Reticulaphis och familjen långrörsbladlöss. Inga underarter finns listade i Catalogue of Life.